# Metropolitan Filmexport
 (avril 2022).
Si vous disposez d'ouvrages ou d'articles de référence ou si vous connaissez des sites web de qualité traitant du thème abordé ici, merci de compléter l'article en donnant les références utiles à sa vérifiabilité et en les liant à la section « Notes et références ».
 (avril 2024).
Metropolitan FilmExport (ou tout simplement Metropolitan Films)  est une société française de production, de distribution de films et de ventes internationales, à son origine, essentiellement spécialisée dans le cinéma de genre, fondée le 26 juillet 1978 par Samuel Hadida (mort le 26 novembre 2018) et son frère Victor, lequel dirige le groupe depuis lors. Elle a notamment produit ou distribué en France les sagas Le Seigneur des anneaux, Hunger Games, Freddy Krueger, Blade ou encore Resident Evil.

## Histoire
Parmi ses filiales, Seven Sept distribue les supports en vidéo dans les vidéo-clubs et chez les marchands de journaux ainsi que via les filières traditionnelles et la vente en ligne de DVD, Blu-ray) et HK Vidéo (spécialisée dans le cinéma asiatique).
Sur le marché de la vidéo à la demande, Metropolitan Filmexport contrôle principalement le service UniversCiné ainsi que sa propre plateforme « Cinéma(s) à la demande » présente sur les box des principaux opérateurs Internet et accessible directement sur le web.
La compagnie distribue, tant en salle de cinéma qu'en vidéo, les films produits notamment par Dino De Laurentiis Company, Turner, Hammer Films, Lionsgate et le label New Line Cinema (jusqu'à la prise de contrôle totale de ce dernier par Warner Bros.).
Réputée pour son catalogue de films de catégorie action, fantastique ou thriller, la société française co-produit ou distribue aussi des films visant une cible moins populaire, parfois récompensés par les critiques ou les prix, tels que Border, prix Un certain regard au Festival de Cannes 2018 ou encore Green Book : Sur les routes du Sud, récompensé par trois Oscars dont celui du meilleur film, en 2019.
Les versions françaises des films distribués par la société sont majoritairement supervisées par Danielle Perret en ce qui concerne la direction artistique et sa fille Déborah Perret pour l'adaptation.